# Uciec jak najbliżej
Uciec jak najbliżej – polski czarno-biały film fabularny z 1971 roku w reżyserii Janusza Zaorskiego, będący jego pełnometrażowym debiutem fabularnym. 
Film realizowano we Wrocławiu, m.in. na: ul. Piłsudskiego, gdzie znajduje się Grand Hotel, ul. Świdnickiej, ul. Oławskiej, ul. Podwale, na skrzyżowaniu Podwala z ul. Świdnicką, we wnętrzu Piwnicy Świdnickiej, w wejściu na teren Stadionu Olimpijskiego (od ul. Paderewskiego). Zdjęcia powstały również w Piątku i Kudowie-Zdroju.
Premiera odbyła się w podwójnym pokazie wraz z reportażem Maturzyści Danuty Halladin z 1971 roku.

## Opis fabuły
Historia lekkoducha, który będąc w podróży napotyka na swej drodze miłość i dzięki niej uświadamia sobie swoją dotychczasową konformistyczną postawę wobec życia. Film Zaorskiego wpisuje się w popularny nurt filmów o problemach młodzieży, która zmaga się z bezcelowością i jałowością życia. Dwudziestokilkuletni Bartek mieszka pod Łodzią, w miejscowości będącej geometrycznym środkiem Polski. Pracuje w spółdzielni zajmującej się produkcją znaków drogowych, której prezesem jest ojciec jego dziewczyny. W przeddzień święta 22 lipca, razem z kierowcą Józefem Olszewskim, wyjeżdża służbowo do Kudowy. We Wrocławiu, gdzie obaj nocują, poznaje laborantkę Kasię, lecz swoją natarczywością, bezmyślnie niszczy coś, co mogło się przerodzić w prawdziwe, bezinteresowne uczucie. W fatalnym nastroju jedzie z Olszewskim do Kudowy. W drodze powrotnej pomiędzy mężczyznami dochodzi do kłótni. We Wrocławiu Bartek wyskakuje z jadącego samochodu i biegnie na stadion, gdzie Kasia ma próbę przed uroczystością. Zastaje tam tłum jednakowo ubranych dziewcząt, które rozbiegają się po murawie i ustawiając się obok siebie tworzą kontur mapy Polski. Bartek znajduje się w jej środku – tak jak jego rodzinna miejscowość, do której nie wiadomo, czy powróci.

## Obsada
- Halina Golanko – Kasia
- Jerzy Góralczyk – Bartek Sokołowski
- Józef Nalberczak – Józef Olszewski
- Stan Borys – on sam
- Zbigniew Lesień – Krzysiek
- Marek Koterski – działacz młodzieżowy
- Krzysztof Kowalewski – działacz
- Jerzy Janeczek – student w klubie
- Bolesław Idziak – kierownik
- Ryszard Kotys – zastępca kierownika
- Mieczysław Łoza – Stanisław, prezes Zakładów Malarsko-Stylizacyjnych „Znak”
- Ferdynand Matysik – Czesław, kolega z pracy
- Bożena Dykiel – autostopowiczka jadąca do Kalisza
- Andrzej Bielski
- Janusz Michalewicz – chłopiec z namiotu

## Piosenki
W filmie wystąpił piosenkarz Stan Borys (w roli samego siebie). Piosenki z jego repertuaru, wykorzystane w filmie (Lecą sowy, Powiększenie, Mój przyjaciel deszcz) ukazały się na EPce pt. Piosenki z filmu „Uciec jak najbliżej” (N 0677).

## Nagrody
- Nagroda za drugoplanową rolę męską dla Józefa Nalberczaka na Lubuskim Lecie Filmowym w Łagowie[4].
- Nagroda za rolę kobiecą dla Haliny Golanko na Koszalińskim Festiwalu Debiutów Filmowych „Młodzi i Film” w Koszalinie[4].